# 2020 CD3
2020 CD3, també conegut com a C26FED2, és un xicotet asteroide proper a la Terra, i un satèl·lit natural temporal terrestre. Va ser descobert al Mount Lemmon Observatory pels astrònoms Theodore Pruyne i Kacper Wierzchos, el 15 de febrer de 2020, com a part de Mount Lemmon Survey o Catalina Sky Survey.
El descobriment de l'asteroide va ser anunciat pel Minor Planet Center el 25 de febrer de 2020, després que observacions posteriors descartaren la possibilitat que l'objecte fos artificial. És el segon satèl·lit temporal de la Terra descobert in situ, després de 2006 RH120 en 2006. Segons la seua òrbita preliminar, 2020 CD3 pot haver sigut capturat per la Terra cap al voltant de 2016-2017.
2020 CD3 té una magnitud absoluta aproximada de 32, cosa que indica que és de mida molt menuda, amb un diàmetre d'entre 1 i 6 metres que té una albedo de 0,01–0,60. El Minor Planet Center classifica a 2020 CD3 com un Asteroide Amor, ja que orbita més enllà de la Terra, tot i que la base de dades JPL Small-Body el considera del grup d'asteroides Apol·lo que creuen la Terra en la seua òrbita.